# Carlos Roqué Alsina

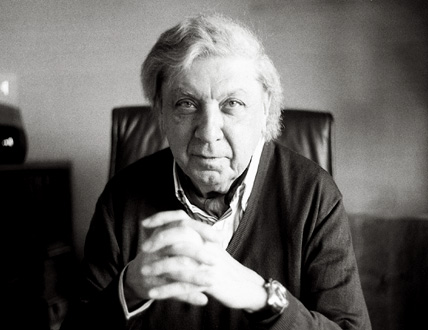
Carlos Roqué Alsina (2014)

Carlos Roqué Alsina (* 19. Februar 1941 in Buenos Aires; † 5. August 2023 in Paris) war ein französischer Komponist klassischer Musik argentinischer Herkunft.

## Leben und Wirken
Alsina studierte von 1952 bis 1960 in Buenos Aires Musiktheorie, Klavier und Dirigieren bei Teodoro Fuchs. Von 1959 bis 1964 war er Mitglied der Agrupación Nueva Música. Bis 1966 lebte er als Artist in Residence in Berlin, wo er Luciano Berio kennenlernte und dann als Assistent von Bruno Maderna arbeitete. Dann war er bis 1968 Mitglied des Center of the Creative and Performing Arts an der Universität von Buffalo, um dann an der Juilliard School of Music zu arbeiten. Bis 1972 war er erneut in Berlin und übersiedelte dann nach Paris. Von hier aus unternahm er Konzertreisen als Pianist und Dirigent durch Europa und Amerika. Gemeinsam mit Vinko Globokar, Michel Portal und Jean-Pierre Drouet bildete er ab 1969 das Improvisationsensemble New Phonic Art, das mit seinem Spiel Maßstäbe setzte. Ab 1986 hatte er die französische Staatsangehörigkeit. Er war 9 Jahre Piano-Professor am Conservatoire National Superieur de Musique et de Danse in Lyon.
Alsina komponierte über einhundert Werke, darunter zwei Symphonien und weitere Orchesterstücke, Klavierwerke, Werke für Kammerensemble, ein Holzbläserquintett, ein Oratorium, ein Requiem, Chöre und  Vokalwerke mit Instrumentalbegleitung. Seine Stücke wurden unter anderem auf den Donaueschinger Musiktagen, den Darmstädter Ferienkursen oder in Tanglewood aufgeführt. Anlässlich seines 60. Geburtstages entstand das Werk „Phares et Rayonnements“. Ab 2003 war er der künstlerische Leiter des Ensemble MusicAvanti in Paris.
Dort starb er am 5. August 2023 im Alter von 82 Jahren.

## Preise und Auszeichnungen
- 1971 Guggenheim-Preis für sein Werk „Uberwindung and Schichten“.
- 1986 Offizier des Ordre des Arts et des Lettres.
- November 2004 Prix de Composition Paul-Louis Weiller der Académie des Beaux-Arts (Institut de France).